# Ponte romano (Merano)
Il ponte romano, nome originario in tedesco Steinerner Steg, è uno dei simboli della città di Merano, nonché il suo ponte più antico ancora conservato. 
È chiuso al traffico e collega il quartiere Steinach a Maia Alta superando il torrente Passirio.
Il nome "ponte romano" fu introdotto nel 1935 a seguito dell'italianizzazione dei nomi in Alto Adige operata dal Fascismo: prima e fino agli anni cinquanta era anche chiamato "Ponte di Pietra", traduzione del nome originale tedesco Steinerner Steg.

## Storia
Probabilmente un collegamento tra le due rive del Passirio in quella zona è esistito fin dall'antichità, dato che il Castrum Maiese si trovava presumibilmente nella zona di Castel San Zeno mentre la Statio Maiense si trovava a Maia Alta, nella zona che va dalla chiesa di San Giorgio a Lazago.
Nella cronaca Vita Corbiniani, opera del vescovo Arbeo e risalente al 760, si fa già riferimento a un ponte in legno nella zona. 
Il ponte fu distrutto più volte da inondazioni: nel 1340, 1401 e nel 1503. A seguito di quest'ultima distruzione il ponte fu rinforzato con piloni di pietra. Questo rinforzo però non sembra bastò del tutto e nel 1572 fu gravemente danneggiato da un'altra piena.
Nel 1615 il ponte era ormai così malridotto che si decise di costruirne uno nuovo interamente in pietra. Il 18 gennaio 1616, l'opera fu affidata al mastro muratore Andrä Tanner di Bressanone per un importo di 1350 Gulden. Nell'agosto dello stesso anno, poco prima del termine dei lavori, un'altra alluvione portò via i sostegni provvisori del ponte che in parte crollò. Per paura che gli fosse data la colpa dell'accaduto Tanner fuggì in Svizzera e poi tornò a Bressanone. Il 17 febbraio del 1617 si arrivò ad un accordo tra la città e Tanner per terminare i lavori con un ulteriore esborso di 900 Gulden.
Nel 1893 il ponte fu ampliato in larghezza con la creazione degli attuali parapetti a sbalzo. Nel 1987 fu completamente restaurato.

## Descrizione

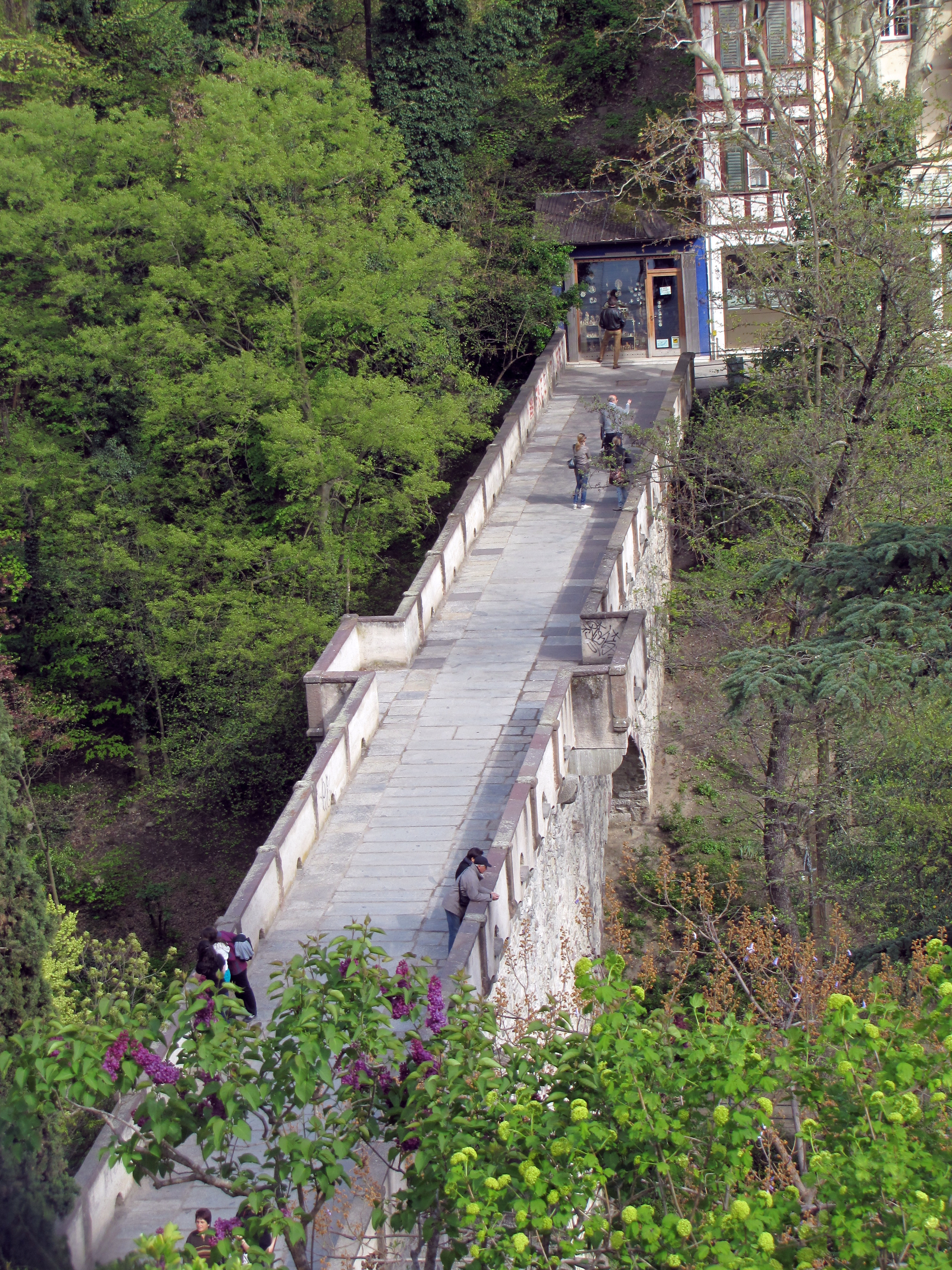
Vista dall'alto

Il ponte romano è un ponte ad arco in pietra costituito da due campate asimmetriche e un solo pilone. La campata più ampia supera il Passirio mentre quella più piccola serve come collegamento alla riva sinistra. Il ponte è in pendenza verso il centro di Merano, perché era usato anche per farvi scorrere un Ritsch, cioè un canale per le acque grigie che venivano usati per lavare e portare via la sporcizia come ad esempio i resti delle carni macellate. Il canale è tuttora presente, anche se non più utilizzato, ed è coperto dalle lastre di porfido ben visibili sul ponte. Esso poi proseguiva lungo le strade del centro della città. Sulla riva destra, lungo le passeggiate, è possibile vedere uno scolo utilizzato per regolare le acque piovane e del canale.